# Inscrutabili Dei Consilio
Inscrutabili Dei Consilio è la prima enciclica di papa Leone XIII, pubblicata il 21 aprile 1878.
In essa il Papa denuncia i mali sociali del suo tempo, che a suo avviso derivano dal disprezzo con il quale da più parti viene ripudiata l'autorità della Chiesa, madre di civiltà, che tanto ha giovato nei secoli all'intera umanità ed in modo particolare all'Italia e a Roma. Il Pontefice dunque reclama rispetto e libertà per la Santa Sede ed esalta il Sacramento del matrimonio e i valori della famiglia.